# Μ’s
μ’s (gesprochen Muse /mjuːz/) ist der Name einer fiktiven Idol-Gruppe aus dem Love-Live!-Franchise.
Die Mitglieder der Idol-Gruppe, die von 2010 bis 2016 bestand, verkörpern die Charaktere aus der Anime-Fernsehserie Love Live! School Idol Project sowie den Videospielen Love Live! School Idol Festival und Love Live! Idol Paradise. Mitglieder der Gruppe waren Emi Nitta, Yoshino Nanjō, Riho Iida, Yurika Kubo, Aya Uchida, Pile, Suzuko Mimori, Aina Kusuda und Sora Tokui.
Die neun Mitglieder spielten zudem in Dreiergrüppchen in den Subgruppen Printemps, BiBi und Lily White. Zwei Alben und drei Singles von μ’s sowie zwei Singleveröffentlichungen der Subgruppe BiBi erhielten in Japan eine Goldene Schallplatte.

## Hintergrund
Das Massenmedien-Franchise Love Live! entstand im Jahr 2010 als Koproduktion des Dengeki G’s Magazine, dem Animationsstudio Sunrise und des Musiklabels Lantis. In der Juli-Ausgabe des Dengeki G’s wurden weitere Details bekannt, darunter Handlung und Charakterinformationen.
Seit dem offiziellen Beginn des Franchises wurden mehrere Abstimmungen unter den Lesern des Magazins abgehalten, die Einfluss auf das Franchise haben. So wurden die Positionen der einzelnen Mitglieder innerhalb der Gruppen, die Namen der Gruppen, aber auch andere Aspekte wie Frisuren oder die von den Figuren getragene Kleidung.

## Geschichte
Im August des Jahres 2010 nahm die Idol-Gruppe mit der Veröffentlichung ihrer ersten Single Bokura no Live Kimi to no Life, welche zunächst auf der 78. Comiket angeboten und zwei Wochen später regulär verkauft wurde. Zu diesem Zeitpunkt besaß die Gruppe noch keinen offiziellen Namen. Dieser wurde in einer Abstimmung der Leser des Dengeki G’s ermittelt und zusammen mit den Namen der übrigen Mitgliedern, die bis dahin geheim gehalten wurden, in der November-Ausgabe des Magazins offiziell vorgestellt. Kurz vor der offiziellen Veröffentlichung der ersten Single wurde bereits die Herausgabe einer zweiten Single, Snow Halation, für den Dezember gleichen Jahres angekündigt.
Die ersten beiden Singles erreichten niedrige Positionen in den nationalen Singlecharts von Oricon. Snow Halation, welches zu Beginn gerade einmal genug CDs verkaufte, um auf Platz 74 der Charts zu landen, steht inzwischen repräsentativ für das Love-Live!-Franchise. Erst mit der Ankündigung im Januar des Jahres 2013, dass das Franchise eine Umsetzung als Anime-Fernsehserie erhält – siehe Love Live! School Idol Project – stiegen die Verkaufszahlen rasant an, sodass die Singles fast regulär eine Platzierung in den Top Ten der heimischen Alben- und Singlecharts platzieren konnten.
Nachdem die Idol-Gruppe im Februar 2012 ihr erstes Franchise-internes Konzert gespielt hatte, folgte im Sommer gleichen Jahres ein Konzert auf dem Animelo Summer Live. Im Jahr 2015 wurden μ’s mit einem Seiyū Award für die beste musikalische Darbietung bedacht. Auch war die Gruppe des Öfteren im japanischen Fernsehen zu sehen, wie etwa in der Musiksendung Kōhaku Uta Gassen auf NHK, wo die Gruppe ohne Yoshino Nanjō im Jahr 2015 teilnahm. Im Jahr 2015 war μ’s die kommerziell achtbeste Musikgruppe in Japan. Sie verkaufte knapp 800.000 CDs und erwirtschaftete einen Umsatz von ungefähr 3.15 Milliarden Yen. In den Jahren zuvor belegte die Gruppe Platz 64 bzw. 13.
Am 31. März und 1. April 2016 spielte die Idol-Gruppe im Tokyo Dome ihr allerletztes Konzert und löste sich im Anschluss auf. Vorab wurde bekannt gegeben, dass die Verträge mit den Synchronsprecherinnen Ende März 2016 auslaufen, was zum Ende der Idol-Gruppe führte.
Nach der Trennung der Gruppe erhielten Lieder der Gruppe mehrere Auszeichnungen. Snow Halation wurde im Jahr 2017 auf Platz 1 der Musiksendung Countdown Live: Anison Best 100! geführt und erhielt im Jahr 2019 den Spezialpreis beim Heisei Anisong Grand Prix.
Im März 2020 veröffentlichten μ’s im Rahmen des neunjährigen Bestehens des Love-Live!-Franchise mit A Song for You! You? You!! eine neue Single. Ein Konzert am 27. Mai 2020 wurde aufgrund des Ausbruchs des neuartigen Coronavirus und der damit verbundenen Ausrufung des Ausnahmezustandes auf unbestimmte Zeit verschoben.
Für die fiktive Biografie siehe Love Live! School Idol Project#Inhalt.

## Mitglieder
| Name           | Seiyū         | Farbe      | Subgruppe  |
| -------------- | ------------- | ---------- | ---------- |
| Honaka Kōsaka  | Emi Nitta     | Orange     | Printemps  |
| Kotori Minami  | Aya Uchida    | Grau       | Printemps  |
| Hanayo Koizumi | Yurika Kubo   | Grün       | Printemps  |
| Eli Ayase      | Yoshino Nanjō | Himmelblau | BiBi       |
| Maki Nishikino | Pile          | Rot        | BiBi       |
| Nico Yazawa    | Sora Tokui    | Pink       | BiBi       |
| Umi Sonoda     | Suzuko Mimori | Blau       | Lily White |
| Rin Hoshizora  | Riho Iida     | Türkis     | Lily White |
| Nozomi Tōjō    | Aina Kusuda   | Violett    | Lily White |

Cosplay zu Love Live! School Idol Project (μ’s)
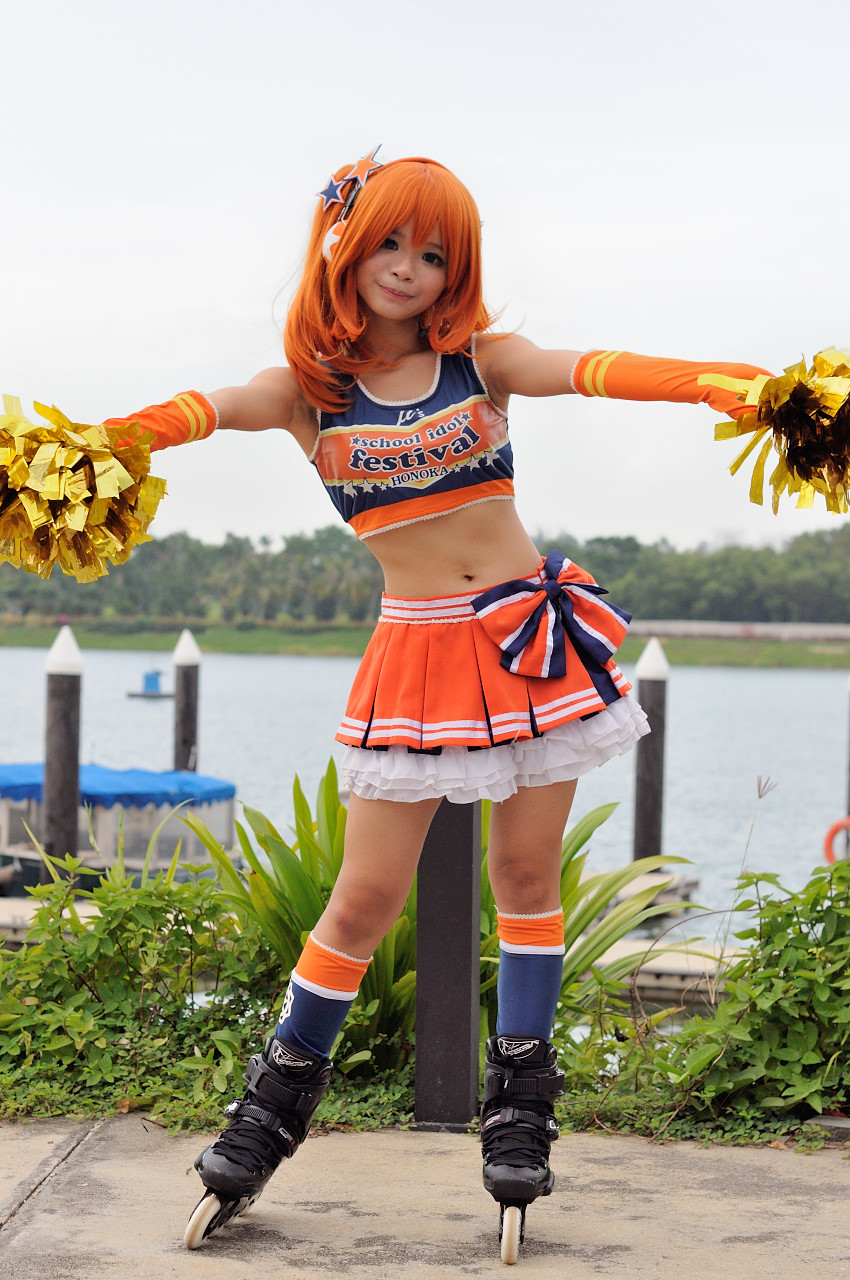
Honaka Kōsaka, 2015.
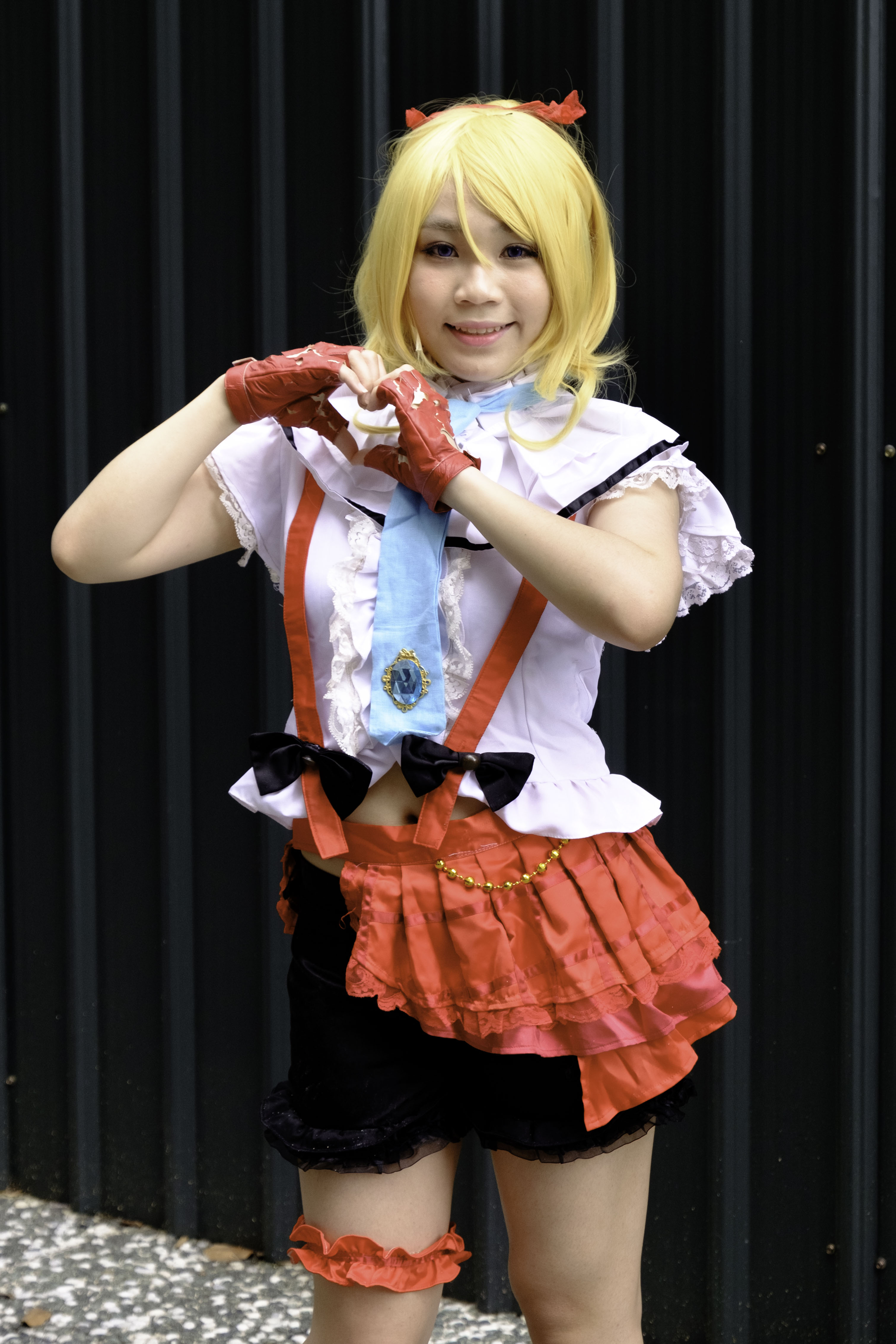
Eli Ayase, 2019.
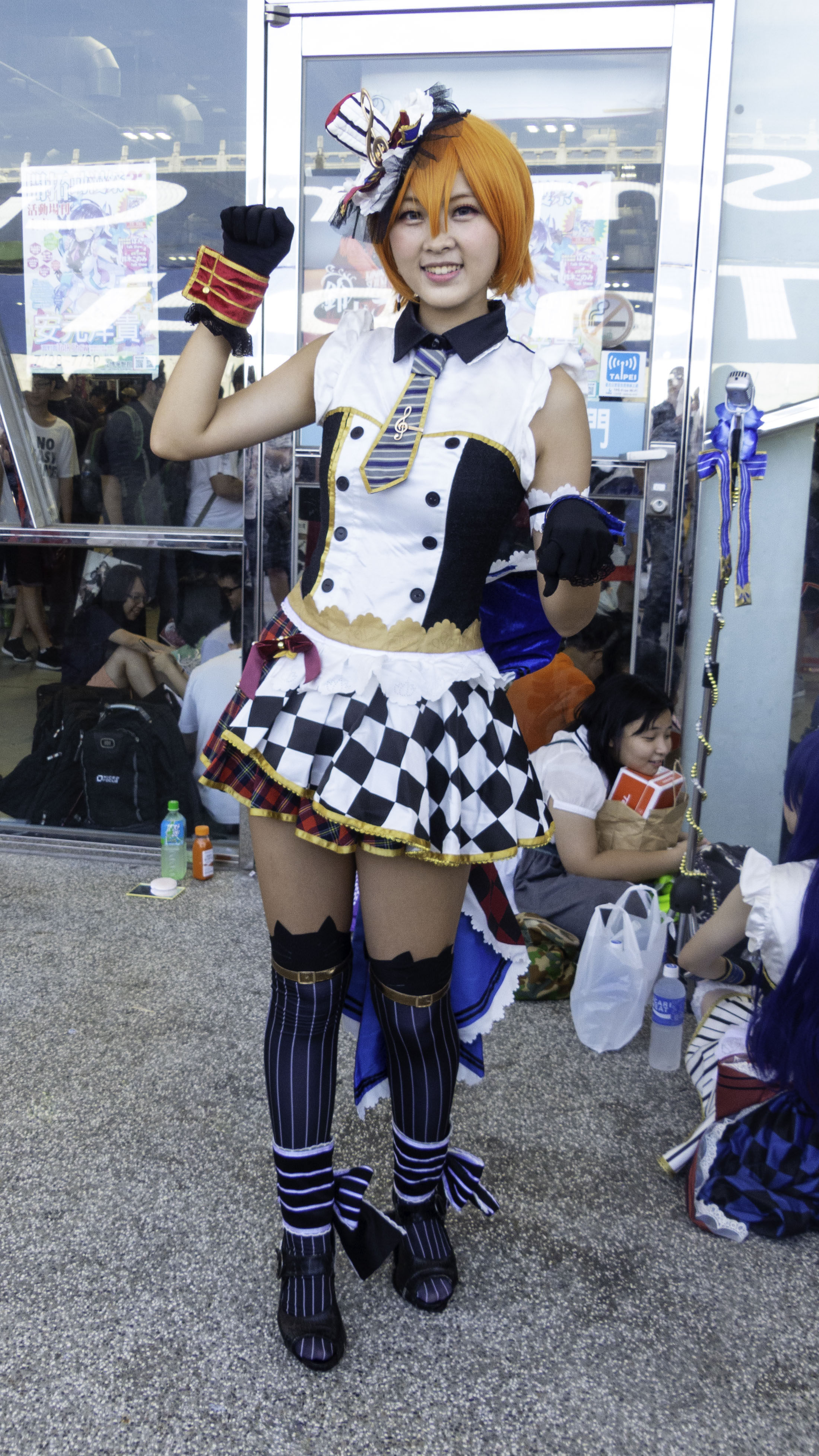
Rin Hoshizora, 2018.
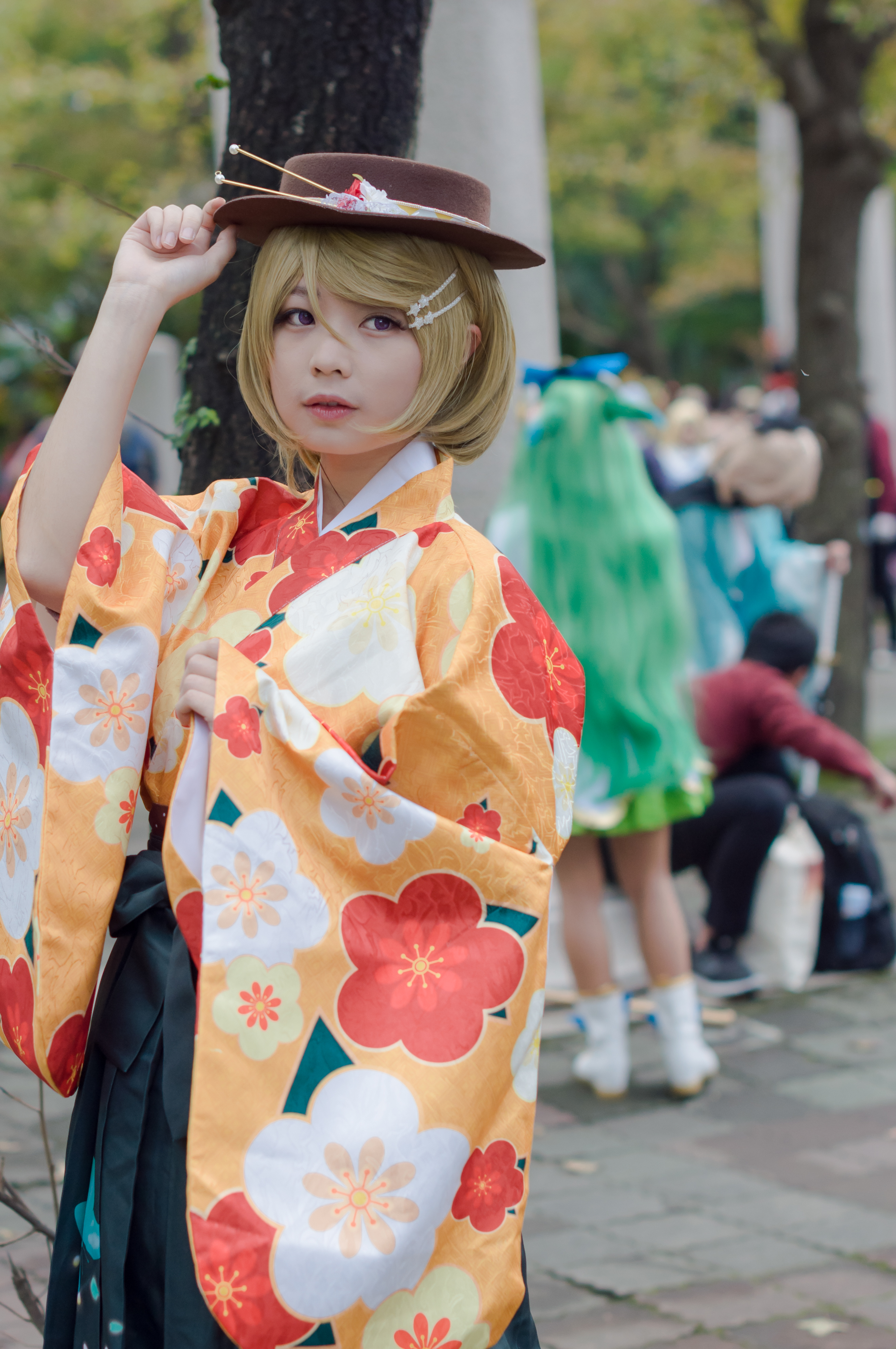
Hanayo Koizumi, 2017.
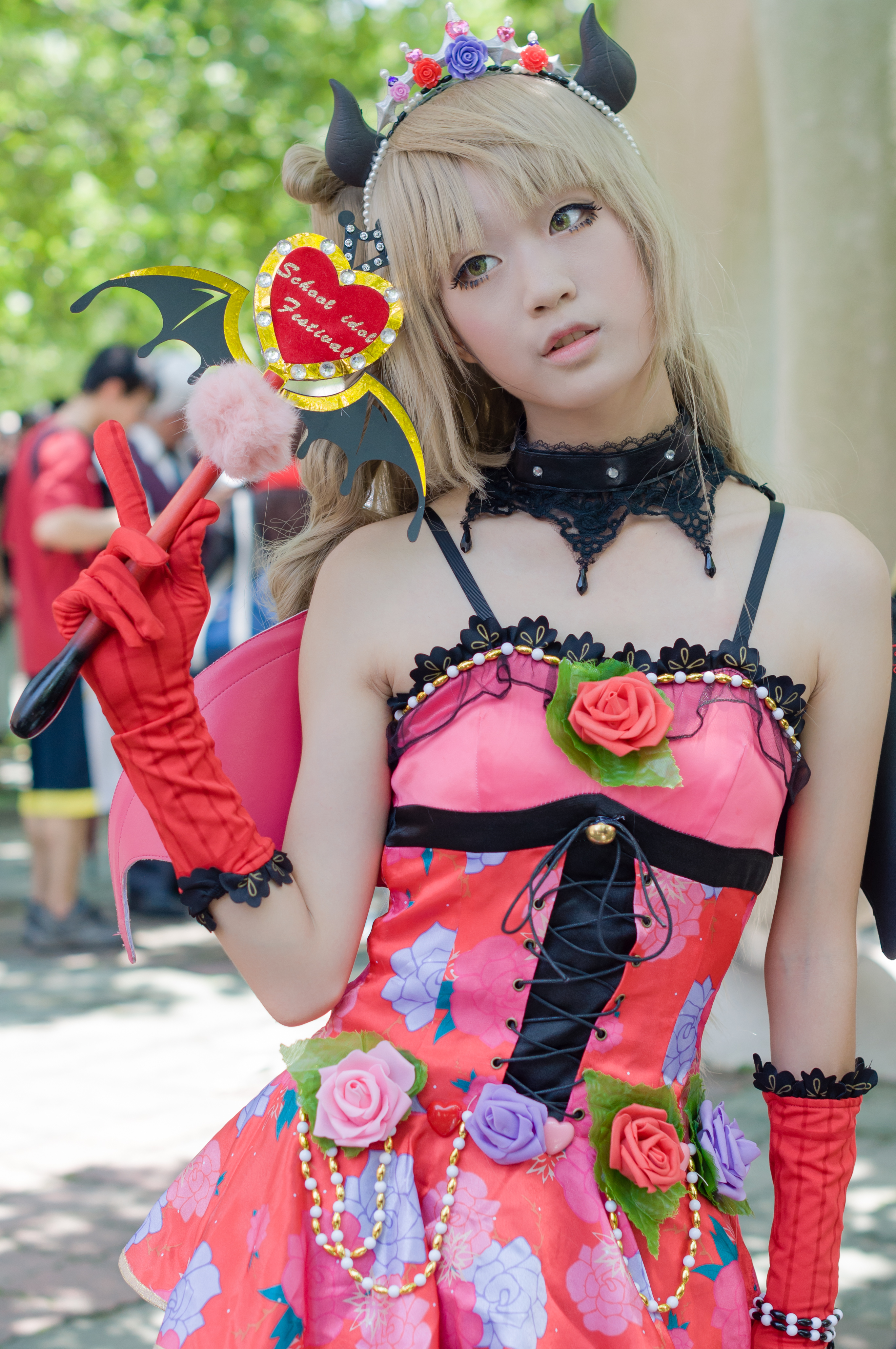
Kotori Minami, 2017.
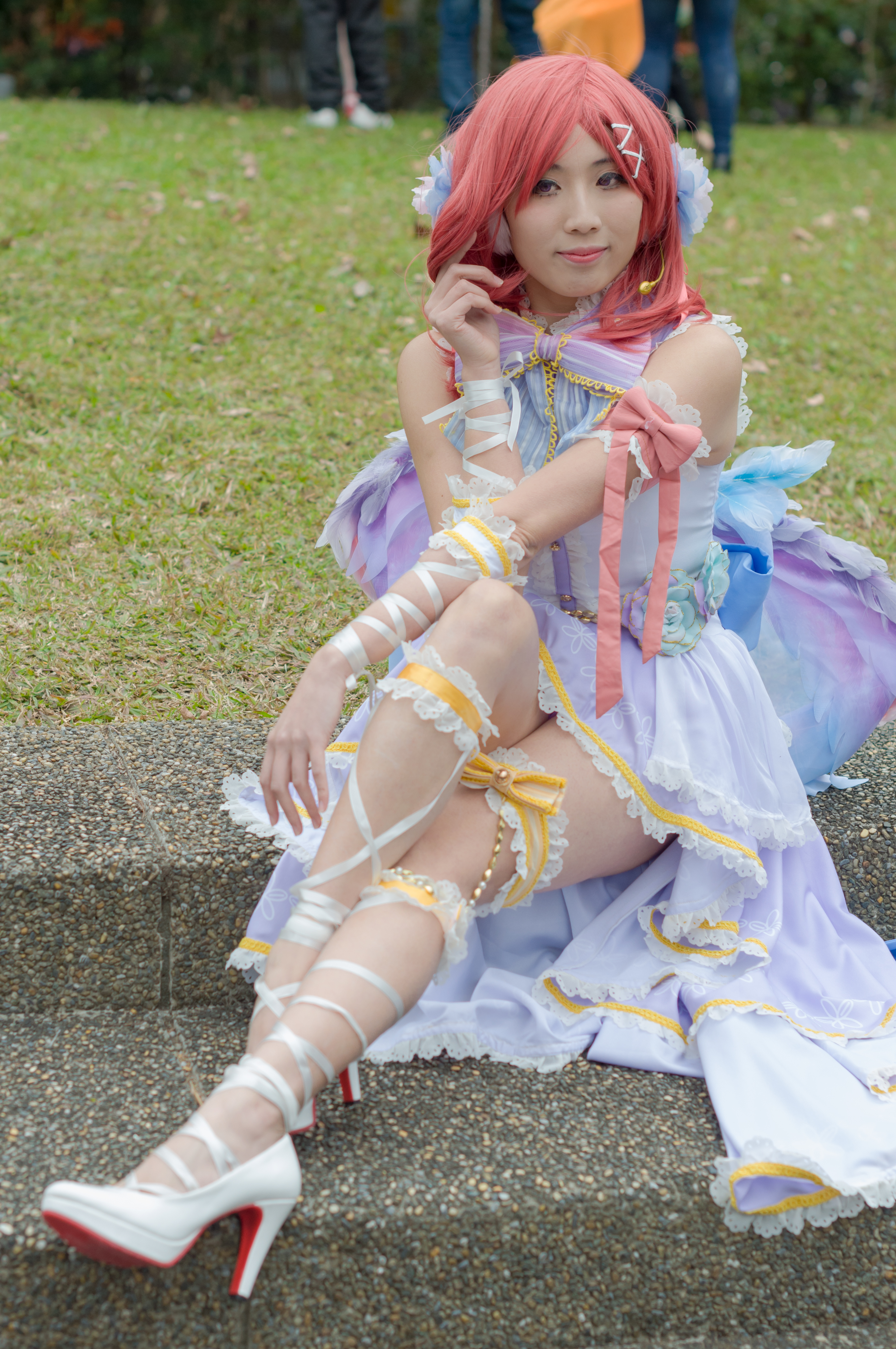
Maki Nishikino, 2017.
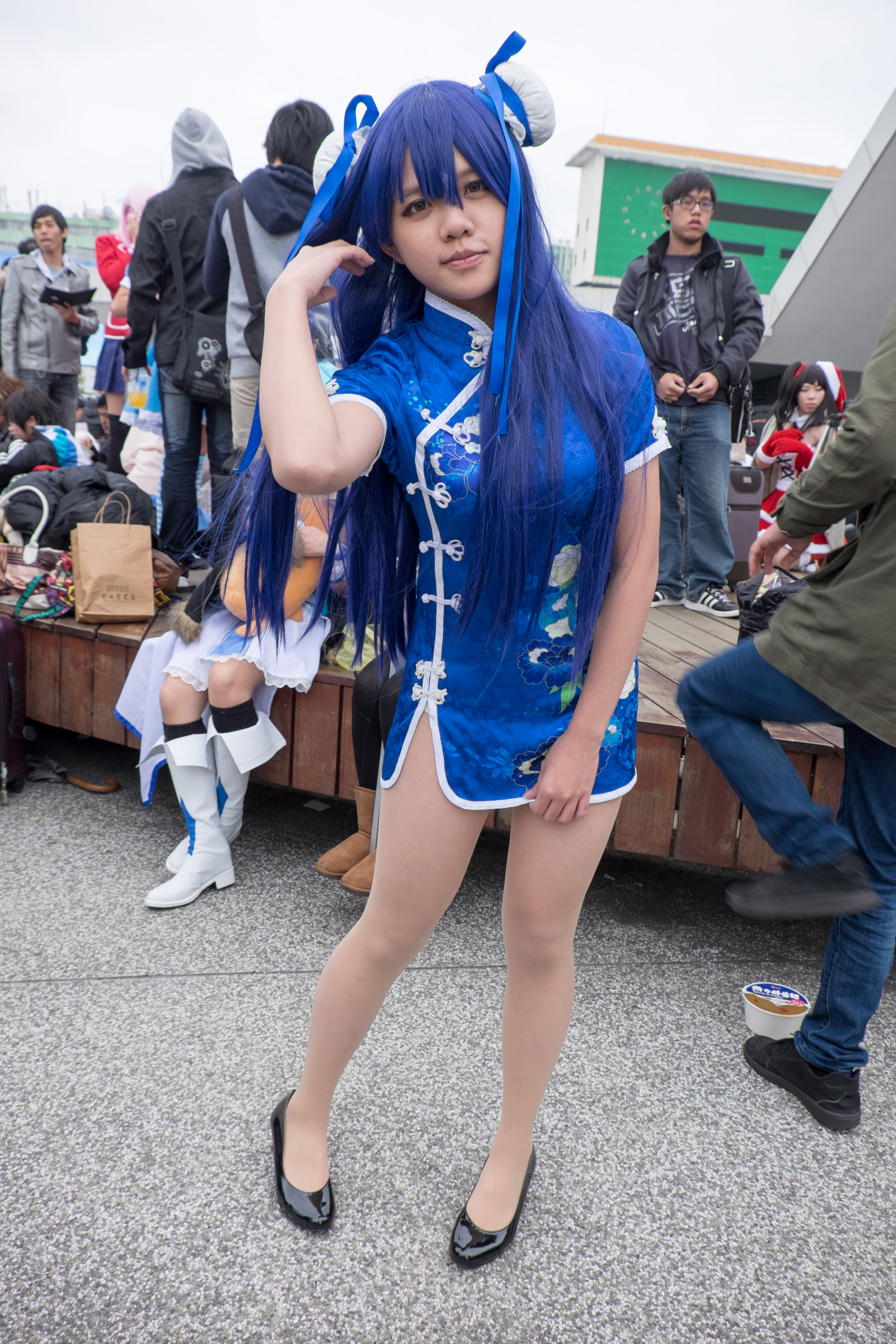
Umi Sonoda, 2015.
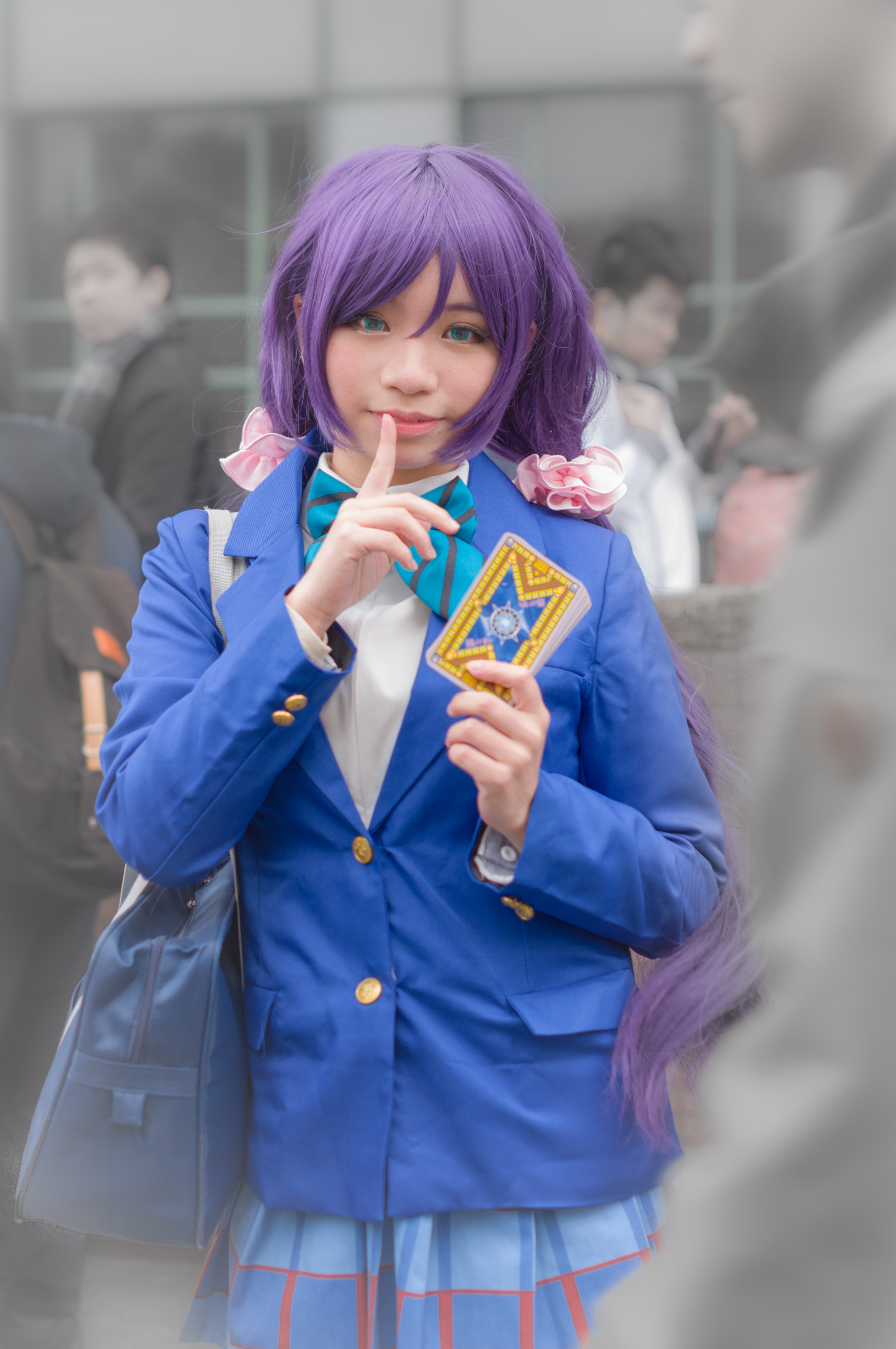
Nozomi Tōjō, 2017.
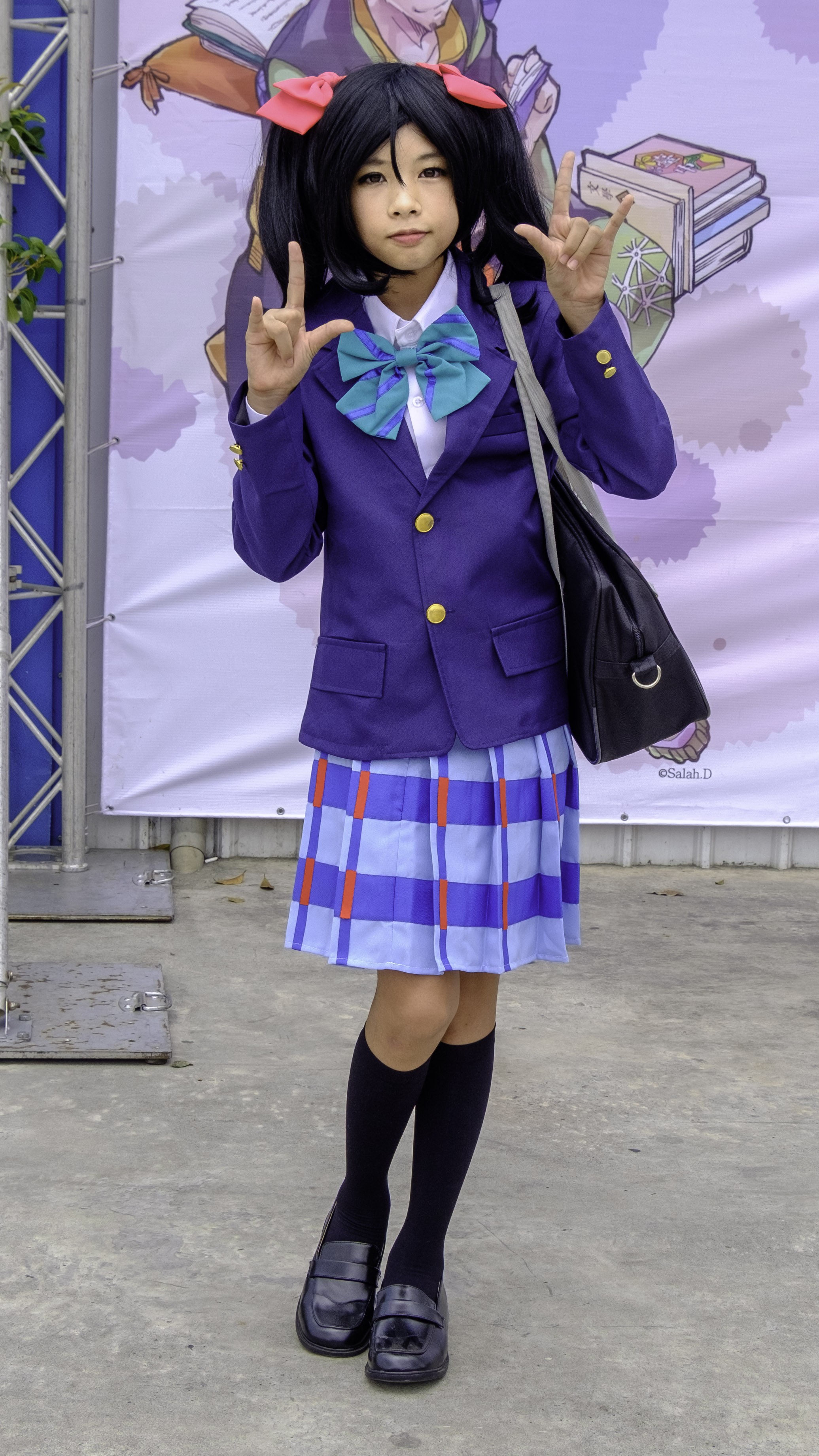
Nico Yazawa, 2015.

## Diskografie

### μ’s

#### Alben
| Jahr | Titel Musiklabel                               | Höchstplatzierung, Gesamtwochen, AuszeichnungChartsChartplatzierungen (Jahr, Titel, Musiklabel, Platzierungen, Wochen, Auszeichnungen, Anmerkungen) | Anmerkungen                             |
| Jahr | Titel Musiklabel                               | JP | Anmerkungen                             |
| ---- | ---------------------------------------------- | --- | --------------------------------------- |
| 2013 | μ’s Best Album Best Live! Collection Lantis    | JP12 Gold · (176 Wo.)JP | Erstveröffentlichung: 9. Januar 2013    |
| 2014 | Solo Live! Collection Memorial Box II Lantis   | JP8 (2 Wo.)JP | Erstveröffentlichung: 2. April 2014     |
| 2015 | Love Live! 1st Season Compilation Album Lantis | — | Erstveröffentlichung: 28. April 2015    |
| 2015 | Love Live! 2nd Season Compilation Album Lantis | — | Erstveröffentlichung: 28. April 2015    |
| 2015 | μ’s Best Album Best Live! Collection II Lantis | JP1 Gold · (67 Wo.)JP | Erstveröffentlichung: 27. Mai 2015      |
| 2018 | Solo Live! Collection Memorial Box III Lantis  | JP11 (3 Wo.)JP | Erstveröffentlichung: 28. März 2018     |
| 2019 | μ’s Memorial CD-BOX (Complete Best Box) Lantis | JP11 (3 Wo.)JP | Erstveröffentlichung: 26. Dezember 2019 |

#### Singles
| Jahr | Titel Album                                 | Höchstplatzierung, Gesamtwochen, AuszeichnungChartsChartplatzierungen (Jahr, Titel, Album, Platzierungen, Wochen, Auszeichnungen, Anmerkungen) | Anmerkungen                                                                                          |
| Jahr | Titel Album                                 | JP | Anmerkungen                                                                                          |
| ---- | ------------------------------------------- | --- | --- |
| 2010 | Bokura no Live Kimi to no Life –            | JP167 (1 Wo.)JP | Erstveröffentlichung: 25. August 2010                                                                |
| 2010 | Snow Halation –                             | JP74 (3 Wo.)JP | Erstveröffentlichung: 22. Dezember 2010                                                              |
| 2011 | Natsuiro Egao de 1, 2, Jump! –              | JP62 (3 Wo.)JP | Erstveröffentlichung: 24. August 2011                                                                |
| 2012 | Mogyutto ’love’ de Sekkinchū! –             | JP31 (2 Wo.)JP | Erstveröffentlichung: 15. Februar 2012                                                               |
| 2012 | Wonderful Rush –                            | JP30 (3 Wo.)JP | Erstveröffentlichung: 5. September 2012                                                              |
| 2013 | Bokura wa Ima no Naka de –                  | JP12 (39 Wo.)JP | Erstveröffentlichung: 23. Januar 2013 Vorspann der ersten Staffel von Love Live! School Idol Project |
| 2013 | Kitto Seishun ga Kikoeru –                  | JP8 (28 Wo.)JP | Erstveröffentlichung: 6. Februar 2013 Abspann der ersten Staffel von Love Live! School Idol Project  |
| 2013 | これからの Someday / Wonder zone –          | JP7 (13 Wo.)JP | Erstveröffentlichung: 6. März 2013                                                                   |
| 2013 | No Brand Girls / Start:Dash!! –             | JP5 (33 Wo.)JP | Erstveröffentlichung: 3. April 2013                                                                  |
| 2013 | Music S.T.A.R.T!! –                         | JP5 (48 Wo.)JP | Erstveröffentlichung: 27. November 2013                                                              |
| 2014 | Takaramonozu / Paradise Live –              | JP4 Gold · (30 Wo.)JP | Erstveröffentlichung: 29. Januar 2014                                                                |
| 2014 | Sore wa Bokutachi no Kiseki –               | JP3 Gold · (32 Wo.)JP | Erstveröffentlichung: 23. April 2014 Vorspann zur zweiten Staffel von Love Live! School Idol Project |
| 2014 | Donna Toki mo Zutto –                       | JP2 (17 Wo.)JP | Erstveröffentlichung: 8. Mai 2014 Abspann zur zweiten Staffel von Love Live! School Idol Project     |
| 2014 | Yume no Tobira –                            | JP3 (15 Wo.)JP | Erstveröffentlichung: 28. Mai 2014                                                                   |
| 2014 | Love wing bell / Dancing stars on me! –     | JP3 (20 Wo.)JP | Erstveröffentlichung: 11. Juni 2014                                                                  |
| 2014 | KiRa-KiRa Sensation! / Happy Maker –        | JP3 (15 Wo.)JP | Erstveröffentlichung: 9. Juli 2014                                                                   |
| 2014 | Shangri-La Shower –                         | JP5 (15 Wo.)JP | Erstveröffentlichung: 1. Oktober 2014 exklusiv für Love Live! School Idol Paradise                   |
| 2015 | Mi wa μ’sic no Mi –                         | JP5 (17 Wo.)JP | Erstveröffentlichung: 22. April 2015                                                                 |
| 2015 | Angelic Angel / Hello, Counting the Stars – | JP2 Gold · (25 Wo.)JP | Erstveröffentlichung: 1. Juli 2015                                                                   |
| 2015 | Sunny Day Song / ?←Heartbeat –              | JP2 Gold · (23 Wo.)JP | Erstveröffentlichung: 8. Juli 2015                                                                   |
| 2015 | We are a Light / Future Style –             | JP2 Gold · (26 Wo.)JP | Erstveröffentlichung: 15. Juli 2015                                                                  |
| 2015 | Heart to Heart –                            | JP3 Gold · (19 Wo.)JP | Erstveröffentlichung: 28. Oktober 2015                                                               |
| 2016 | Moment Ring –                               | JP2 Gold · (13 Wo.)JP | Erstveröffentlichung: 2. März 2016                                                                   |
| 2020 | A Song for You! You? You!! –                | JP2 (23 Wo.)JP | Erstveröffentlichung: 25. März 2020 Comeback-Single                                                  |

### Printemps

#### Singles
| Jahr | Titel Album             | Höchstplatzierung, Gesamtwochen, AuszeichnungChartsChartplatzierungen (Jahr, Titel, Album, Platzierungen, Wochen, Auszeichnungen, Anmerkungen) | Anmerkungen |
| Jahr | Titel Album             | JP | Anmerkungen |
| ---- | ----------------------- | --- | --- |
| 2011 | Love Marginal –         | JP85 (1 Wo.)JP | Erstveröffentlichung: 25. Mai 2011 |
| 2013 | Pure Girls Project –    | JP10 (12 Wo.)JP | Erstveröffentlichung: 21. August 2013 |
| 2014 | Eien Friends –          | JP6 (23 Wo.)JP | Erstveröffentlichung: 12. November 2014 |
| 2014 | CheerDay CheerGirl! –   | — | Erstveröffentlichung: 25. Dezember 2014 als Beilage-CD veröffentlicht für Besteller der zweiten Staffel von Love Live! School Idol Project auf Blu-ray |
| 2015 | Museum de Dō Shitai –   | — | Erstveröffentlichung: 23. Mai 2015 CD wurde unter den Kinobesuchern des Love-Live!-Films verlost.                                                      |
| 2015 | Wao-Wao Powerful Day! – | JP3 (21 Wo.)JP | Erstveröffentlichung: 25. November 2015 |

### BiBi

#### Singles
| Jahr | Titel Album                    | Höchstplatzierung, Gesamtwochen, AuszeichnungChartsChartplatzierungen (Jahr, Titel, Album, Platzierungen, Wochen, Auszeichnungen, Anmerkungen) | Anmerkungen |
| Jahr | Titel Album                    | JP | Anmerkungen |
| ---- | ------------------------------ | --- | --- |
| 2011 | Diamond Princess no Yūutsu –   | JP79 (1 Wo.)JP | Erstveröffentlichung: 22. Juni 2011 |
| 2013 | Cutie Panther –                | JP8 (28 Wo.)JP | Erstveröffentlichung: 24. Juli 2013 |
| 2014 | Fuyu ga Kureta Yokan –         | JP2 Gold · (24 Wo.)JP | Erstveröffentlichung: 24. Dezember 2014 |
| 2014 | Silent Tonight –               | — | Erstveröffentlichung: 25. Dezember 2014 als Beilage-CD veröffentlicht für Besteller der zweiten Staffel von Love Live! School Idol Project auf Blu-ray |
| 2015 | Saitei de Saikō no Paradisio – | — | Erstveröffentlichung: 23. Mai 2015 CD wurde unter den Kinobesuchern des Love-Live!-Films verlost.                                                      |
| 2016 | Sakkaku Crossroads –           | JP2 Gold · (16 Wo.)JP | Erstveröffentlichung: 20. Januar 2016 |

### Lily White

#### Singles
| Jahr | Titel Album                    | Höchstplatzierung, Gesamtwochen, AuszeichnungChartsChartplatzierungen (Jahr, Titel, Album, Platzierungen, Wochen, Auszeichnungen, Anmerkungen) | Anmerkungen |
| Jahr | Titel Album                    | JP | Anmerkungen |
| ---- | ------------------------------ | --- | --- |
| 2011 | Shiranai Love*Oshiete Love –   | JP81 (1 Wo.)JP | Erstveröffentlichung: 27. Juli 2011 |
| 2013 | Binetsu kara Mystery –         | JP4 (19 Wo.)JP | Erstveröffentlichung: 26. Juni 2013 |
| 2014 | Aki no Anata no Sora Tōku –    | JP3 (21 Wo.)JP | Erstveröffentlichung: 26. November 2014 |
| 2014 | Onaji Hoshi ga Mitai           | — | Erstveröffentlichung: 25. Dezember 2014 als Beilage-CD veröffentlicht für Besteller der zweiten Staffel von Love Live! School Idol Project auf Blu-ray |
| 2015 | Otohime Heart de Love Kyūden – | — | Erstveröffentlichung: 23. Mai 2015 CD wurde unter den Kinobesuchern des Love-Live!-Films verlost.                                                      |
| 2015 | Omoide Ijō ni Naritakute –     | JP3 (17 Wo.)JP | 23. Dezember 2015 |